# یواس‌اس هینگام (پی‌اف-۳۰)
یواس‌اس هینگام (پی‌اف-۳۰) (به انگلیسی: USS Hingham (PF-30)) یک کشتی بود که طول آن ۳۰۳ فوت ۱۱ اینچ (۹۲٫۶۳ متر) بود. این کشتی در سال ۱۹۴۳ ساخته شد.